# 東武伊勢崎線竹ノ塚駅付近連続立体交差事業

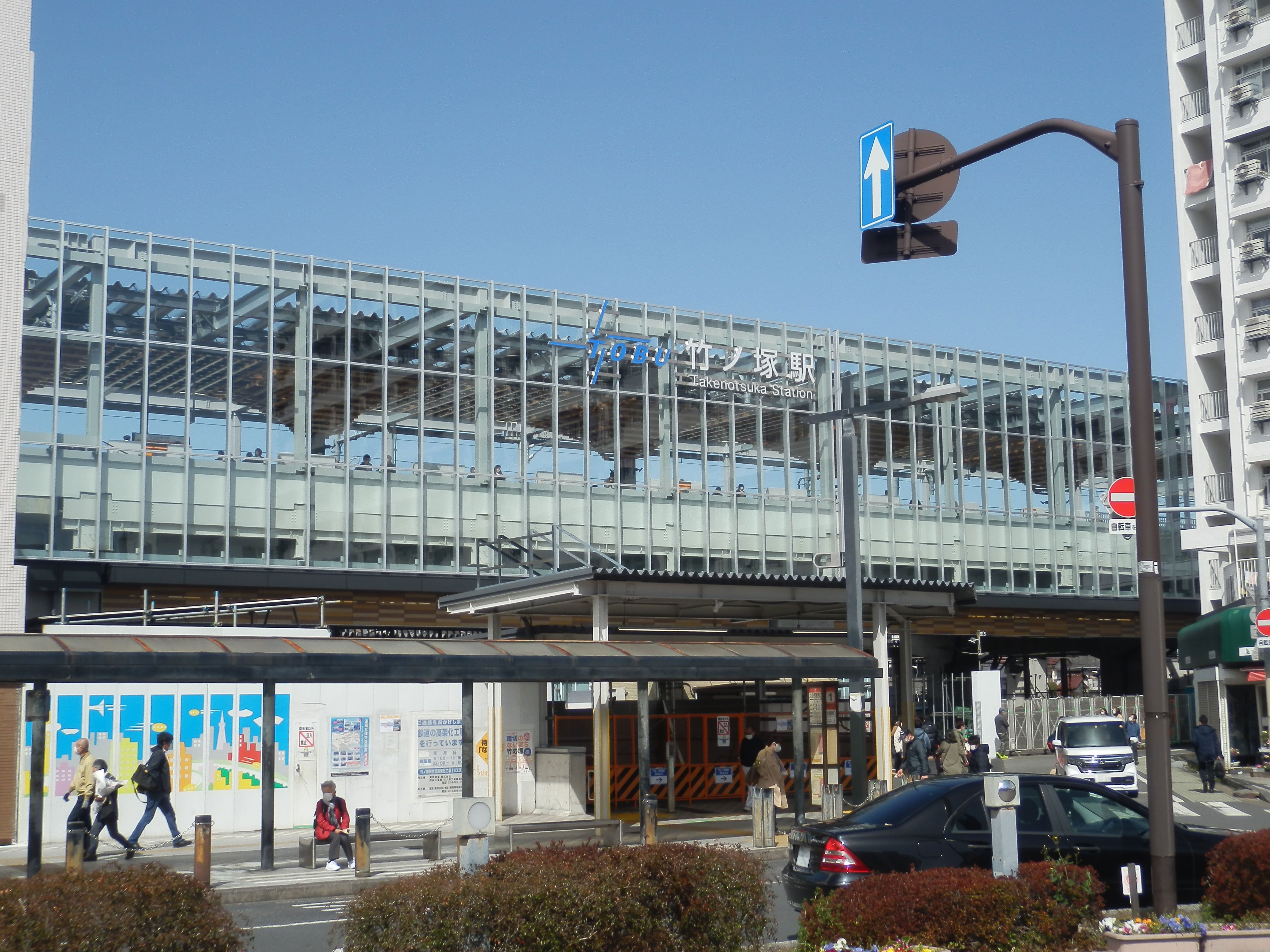
高架駅舎（2022年3月）

東武伊勢崎線竹ノ塚駅付近連続立体交差事業（とうぶいせさきせんたけのつかえきふきんれんぞくりったいこうさじぎょう）は、東京都足立区に所在する東武鉄道伊勢崎線（東武スカイツリーライン）竹ノ塚駅付近の鉄道高架化を図る事業である。2011年3月に都市計画事業認可、2012年に着工し、2023年度末(2024年3月)に事業が完了した。

## 事業概要
- 施行者：足立区[3]
- 事業箇所：東武伊勢崎線竹ノ塚駅付近[3]
- 事業区間：約1.7キロメートル[1]
- 除却する踏切：伊勢崎線第37号踏切[1]、第38号踏切[1]

## 2004年度の踏切状況
|                        | 伊勢崎線第37号踏切 | 伊勢崎線第38号踏切 | 出典  |
| ---------------------- | ------------------ | ------------------ | ----- |
| 踏切交通遮断量 台時/日 | 6万3818台          | 1794台             | [ 4 ] |
| 自動車交通量 台/日     | 4144台             | 115台              | [ 4 ] |
| 自転車交通量 台/日     | 5761台             | 7211台             | [ 4 ] |
| 二輪（バイク） 台/日   | 611台              | 70台               | [ 4 ] |
| 歩行者交通量 人/日     | 1376人             | 2456人             | [ 4 ] |
| ピーク時の遮断時間     | 57分44秒           | 58分15秒           | [ 4 ] |
| 24時間中遮断した時間   | 15.4時間           | 15.6時間           | [ 4 ] |

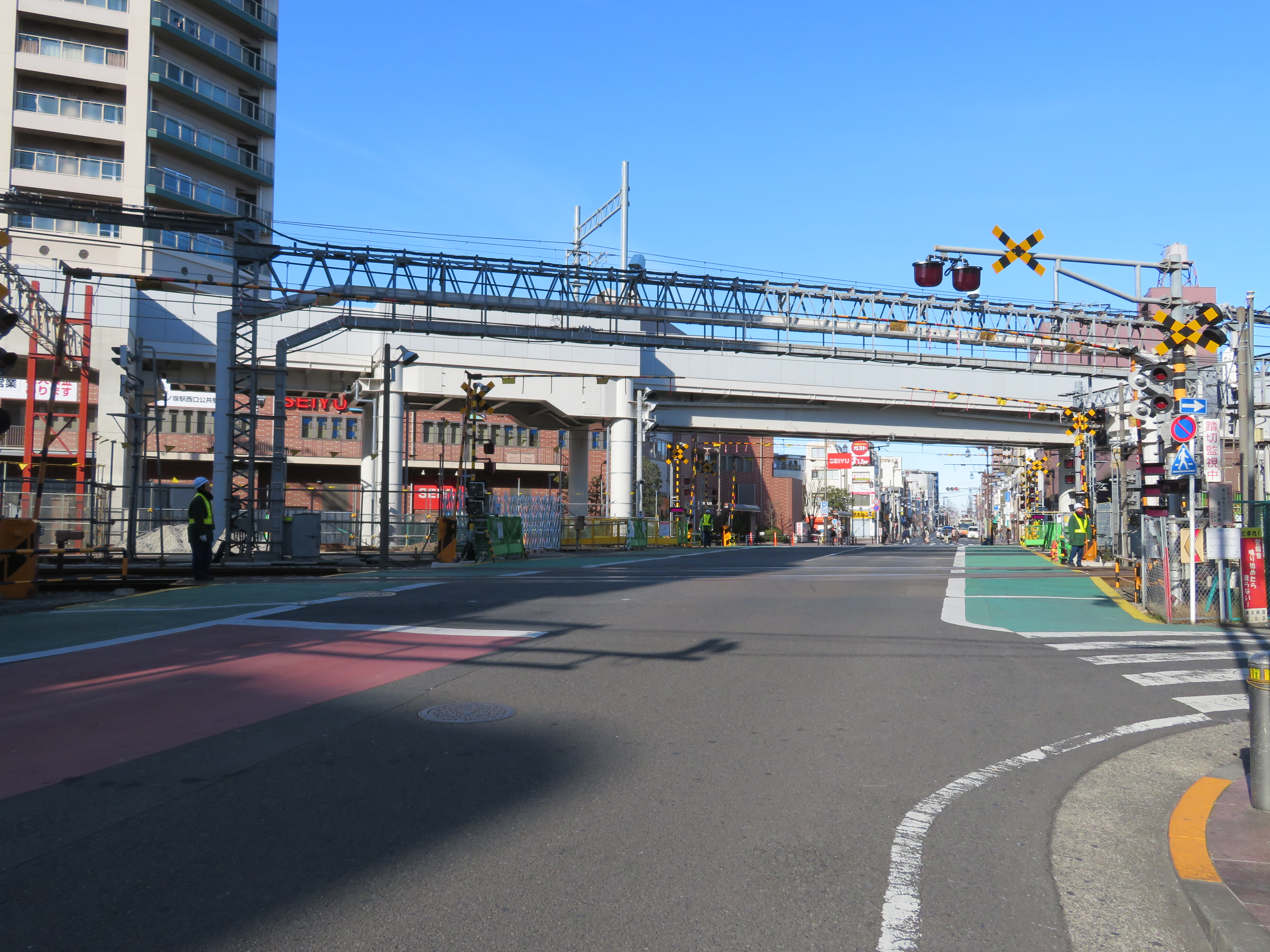
伊勢崎線第37号踏切（2018年1月）

数値は、2004年度の東武鉄道踏切台帳による。

## 歴史

### 鉄道高架化に着手できなかった要因
- 東武鉄道は、竹ノ塚検車区及び西新井駅南側の車両工場との連絡線を高架線に接続するのが難しいうえ、西新井駅北側で環七通りがまたぐためと説明[5]。
- 1969年9月1日に建設省と運輸省間で締結した協定では、施行者は、都道府県と指定市だけだった[6]。
- 除却する伊勢崎線第37号踏切と第38号踏切の管理者は、足立区であった[7][8]。

### 人身事故の発生
2005年3月15日午後4時50分ごろ、伊勢崎線第37号踏切道で、上り準急列車が4人をはねた。人身事故によって、2名が死亡、2名が負傷した。
人身事故を受け、地元では駅の東口と西口で鉄道高架化を求める署名活動が開始された。2005年8月には、署名者数が21万6993名に達した。2005年3月15日の人身事故が起きる前の2001年の署名者数は、5万3929名である。地元の要望を受けた足立区は、2005年12月に国土交通省へ連続立体交差事業の採択基準の拡充を求める要請活動を実施した。国土交通省は、2005年12月20日に公表した2006年度予算案の中で、歩行者交通の多い生活道路の踏切に対応して採択基準を拡充したうえ、採択基準を満たした。2006年11月9日には、連続立体交差事業新規着工準備箇所採択要望書を国土交通省に提出した。国土交通省は、2007年度当初に新規着工準備箇所に採択した。

### 事業認可取得
2011年3月31日に都市計画決定を経て、2011年12月20日に事業認可を取得した。2020年度に完了する予定であった。

### 事業認可変更
2019年1月7日に事業認可を変更した。これに伴い、完了年度を2020年度から2023年度に延伸した。変更理由は、下記のとおり。
- 草加寄りの高架橋を建設した際、線路内に使用した鋼矢板の埋没を確認[13]。撤去するのに時間を要するため[12]。
- 踏切解消を優先するため、工事手順の変更による残工事に要する期間を延伸[12]。

事業認可変更前の高架化計画は、下記のとおり。
- 上り急行線：2019年3月[13]。
- 全線及び踏切解消：2021年3月[13]。

## 年表
- 1980年（昭和55年）7月7日：足立区議会で竹ノ塚駅南側踏切の鉄道高架化の請願を採択[11]。
- 1987年（昭和62年）：足立区が鉄道立体化の可能性について検討[14]。
- 2005年（平成17年）度：施行者に東京23区を追加[15]。
- 2012年（平成23年）
  - 3月30日：足立区と東武鉄道間で施行協定を締結[11]。
  - 11月4日：起工式を実施[11]。
- 2016年（平成28年）5月29日：下り急行線を高架に切り替え[11]。
- 2020年（令和2年）9月26日：上り急行線を高架に切り替え[11]。
- 2022年（令和4年）3月20日：上下緩行線を高架に切り替え[16]。
- 2024年（令和6年）3月：東武鉄道が2023年度末をもって事業が完了したことを発表[2]。